# Bartłomiej Pietrowski
Bartłomiej Pietrowski byl rakouský politik polské národnosti z Haliče, během revolučního roku 1848 poslanec Říšského sněmu.

## Biografie
Roku 1849 se uvádí jako Bartholomäus Pietrowsky, hospodář v obci Pidbirci (Podborce).
Během revolučního roku 1848 se zapojil do veřejného dění. Ve volbách roku 1848 byl zvolen i na ústavodárný Říšský sněm. Zastupoval volební obvod Vynnyky. Tehdy se uváděl coby hospodář. Rezignoval koncem roku 1848. Do parlamentu potom místo něj usedl Jan Stawarski. Patřil mezi polské rolnické poslance.